# Igloopol Dębica
El Igloopol Dębica es un equipo de fútbol de Polonia que juega en la IV Liga, la quinta división nacional.

## Historia
Fue fundado en el año 1978 en la ciudad de Debica luego de que el director general del Combinado Agrícola e Industrial Igloopol, Edward Brzostowski tuvo la idea de absorber al Ludowy Klub Sportowy Podkarpacie, fundado en 1972 queriendo crearles mejores condiciones de entrenamiento y de vida. Por supuesto, la junta directiva de Podkarpacie estuvo de acuerdo con tal propuesta y, a partir de la temporada 1978/1979, apareció en la competencia un nuevo equipo llamado TS IGLOOPOL Dębica. Por supuesto, figurativamente nuevo, porque en su mayoría estaba formado por jugadores de Podkarpacie. El expresidente del club, Jan Giełbaga, se convirtió en el entrenador del primer equipo de Igloopol, y el secretario de la región de Podkarpacie, Aleksander Niedbalec, se convirtió en secretario de la sección de fútbol.
Los jugadores de Igloopol jugaron su primer partido contra el Tamel Tarnów, ganando por 4-0 en su campo. El mayor éxito del equipo Igloopol Dębica ha sido su ascenso a la Ekstraklasa. El club de Dębica jugó en estas competiciones durante dos temporadas 1990/1991 y 1991/1992 (en la temporada 1991/1992 bajo el nombre del patrocinador como Pegrotour). Tras descender de 1.ª liga, el club no se quedó en los partidos de 2.ª liga en la temporada 1992/1993. En 1996, el club se disolvió y su lugar en la liga fue ocupado por Podkarpacie Pustynia. A partir de ese momento el Igloopol solo se ocupaba de la formación de jóvenes hasta 2003 después de la fusión con el Koleja.

## Rivalidades
El derbi de fútbol entre Igloopol y Wisłoka Dębica se denominó Derby de Dębica. La competición de ambos equipos se inició en la temporada de la 3.ª liga de la edición 1980/1981. En la siguiente edición, las escaramuzas futbolísticas en Debica continuaron en el tercer nivel del juego. Durante los siguientes 20 años, el derbi no se jugó debido a las actuaciones de ambos equipos en diferentes niveles de liga. Durante este periodo, en la temporada de la 2.ª liga de 1992/1993, ambos equipos disputaron esta competición, pero estaban ubicados en grupos separados. Desde 2004, Derby Dębica se jugó en el quinto nivel de liga ( liga IV ) y en una temporada en el sexto nivel (liga de distrito). Actualmente es una de las mayores rivalidades del fútbol polaco
Los partidos de Derby se juegan en el City Stadium (Igloopolu) y en el Wisłoka Stadium.
También tiene rivalidades a consecuencia de sus buenas relaciones con el Ruch Chorzów, principalmente por tener al Górnik Zabrze como rival del Ruch. También son considerados rivales el Siarka Tarnobrzeg (quien se lleva bien con el Wisłoka) y el Resovia Rzeszów.